# Tesfasellassie Medhin
Tesfay Medhin, também Tesfaselassie Medhin, Alitena, Etiópia, 8 de janeiro de 1953) é Bispo da Eparquia Adigrat da Igreja Católica Etíope.
Tesfay Medhin foi ordenado sacerdote em 4 de abril de 1980.
Em 2001, o Papa João Paulo II o nomeou sexto bispo da Eparquia Adigrat da Igreja Católica Etíope. Foi ordenado bispo em 20 de janeiro de 2002 pelo Arcebispo de Adis Abeba, Berhaneyesus Demerew Souraphiel CM; Co-consagradores foram seu predecessor, Kidane-Mariam Teklehaimanot, falecido em 2009, e Dom Yohannes Woldegiorgis, Vigário Apostólico de Meki.
Ele é membro do conselho administrativo da Associação das Conferências Episcopais da África Oriental (AMECEA) e também representa a Etiópia na AMECEA. Sob seu patrocínio estava o projeto OVC, que desde 2010, em cooperação com o projeto educacional Rahel, apoiou jovens desfavorecidos - principalmente mulheres jovens - em Adigrat durante seus estudos ou treinamento.